# Seal (Engeland)
Seal is een civil parish in het bestuurlijke gebied van Sevenoaks in het Engelse graafschap Kent met 2556 inwoners in 2011. Het oude dorp, in 1086 genoemd in het Domesday Book, wordt steeds meer deel van de bebouwde kom van Sevenoaks. Tot 1874 behoorde het dorp tot de parish van Kemsing.
De oudste delen van de dorpskerk dateren uit de 13e eeuw. Aangenomen wordt dat deze op dezelfde plaats staat als de kerk die in het Domesday Book wordt genoemd. De kerktoren werd toegevoegd in 1529.
De naam van het dorp is vermoedelijk afkomstig van het Angelsaksische woord "sole", hetgeen "modderpoel" of "overstromende vijver" betekent.

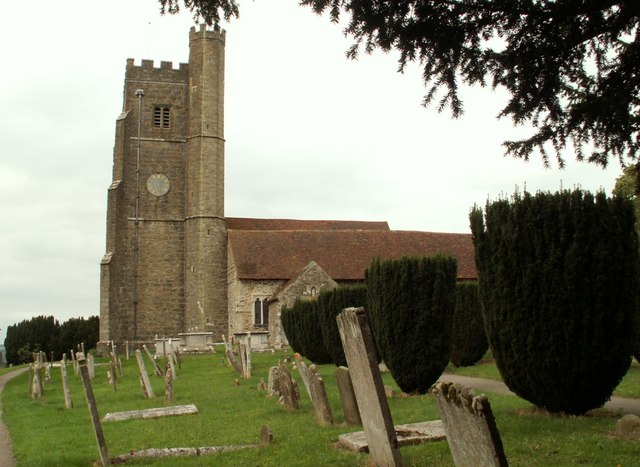
Parochiekerk